# Шовковиця біла
{{#ifeq:0|0|{{#if:Morus alba|{{#if:|[[]}}|[[]]}}}}
Шовковиця біла також еперка, шовковиця (Morus alba) — вид рослин роду шовковиця.

## Опис
Однодомне, рідко дводомне, з розкидистою кроною дерево родини шовковицевих, до 12 м заввишки. Листки м'які, чергові, черешкові, яйцеподібні. Квітки одностатеві, зібрані пазушними циліндричними, густими колосоподібними суцвіттями. Оцвітина проста, чотирироздільна, дзвоникувата. Цвіте у травні. Плід — горішки; на час достигання плодів оцвітина стає м'ясистою і квітки зростаються між собою, утворюючи овальне біле або червонувате, ягодоподібне супліддя. Плоди достигають у липні — серпні.
Шовковицю культивують у садах і парках.
Біла шовковиця відома, як рослина, що швидко рухається, завдяки вивільненню пилку з її сережок. Тичинки спрацьовують як катапульти, вивільняючи збережену пружну енергію всього за 25 мкс. Наслідком є рух зі швидкістю близько 560 км/год, тобто, більше половини швидкості звуку в повітрі. Цей рух є найшвидшим з відомих у царстві рослин.

## Застосування
Для виготовлення галенових препаратів використовують кору з гілок  і коренів (лат. Cortex Mori albae), плоди (Fructus Mori albae) і листя (Folia Mori albae). Кору з гілок заготовляють весною, з коренів — восени. Листя заготовляють у період цвітіння рослини. Плоди — у липні-серпні.
Листя шовковиці містить альдегіди, стероїди, флавоноїди (рутин, кверцетин, кемпферол), органічні кислоти (яблучну, лимонну, бурштинову, виннокам'яну, щавлеву), вітаміни (А, В, С, РР), ефірні олії, жирні кислоти.
Свіжі плоди шовковиці посилюють кровотворення, нормалізують обмін речовин, покращують роботу серця і шлунково-кишкового тракту.
Застосовують при анемії, гастритах, ентеритах, колітах, гепатитах, холециститах, міокардіодистрофії, бронхітах, виразковій хворобі шлунка і дванадцятипалої кишки, цукровому діабеті, гіпертонічній хворобі, кашлі. Відвар кори вживають при статевій слабкості (імпотенції). Настій листя має більш виражену гіпоглікемічну дію.
Внутрішньо — свіжі плоди їсти 5 разів на день після їжі по 250 г (при захворюваннях серця). Настій свіжих плодів (2 столові ложки на 200 мл окропу) приймати по 2 столові ложки 4 рази на день перед їжею. Настій листя (2 ст. ложки сировини на 400 мл окропу) пити по 50 мл 4 рази на день перед їжею.
Зовнішньо — полоскання розведеним соком або настоєм. Для лікування ран і виразок готують олію з кори гілок: (10 г сировини заливають 200 мл очищеної рафінованої олії, ставлять у тепле місце на 10 днів, час від часу збовтують).

## Галерея

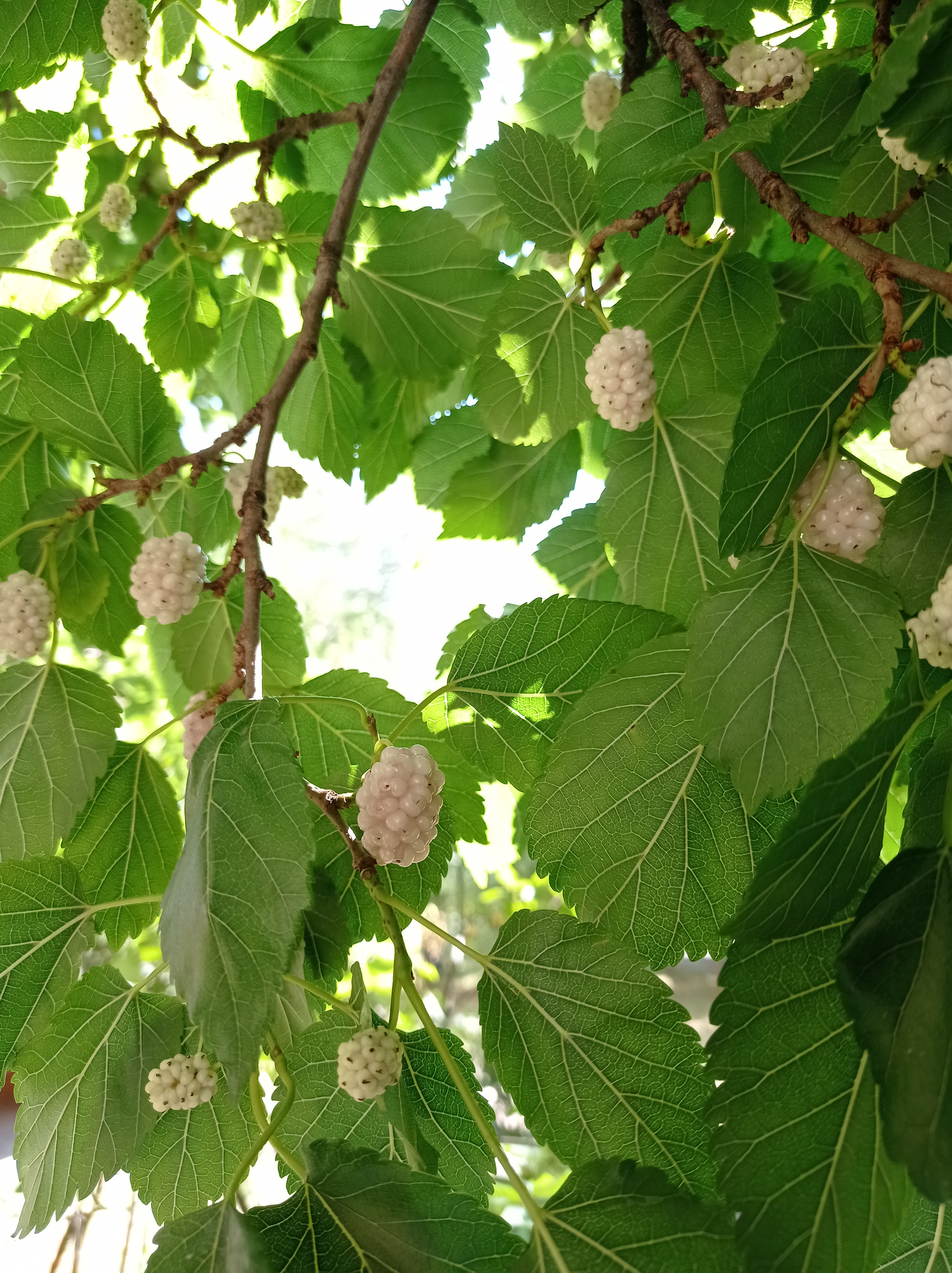
Біла шовковиця (Morus alba) в Чернігові, 2021 рік
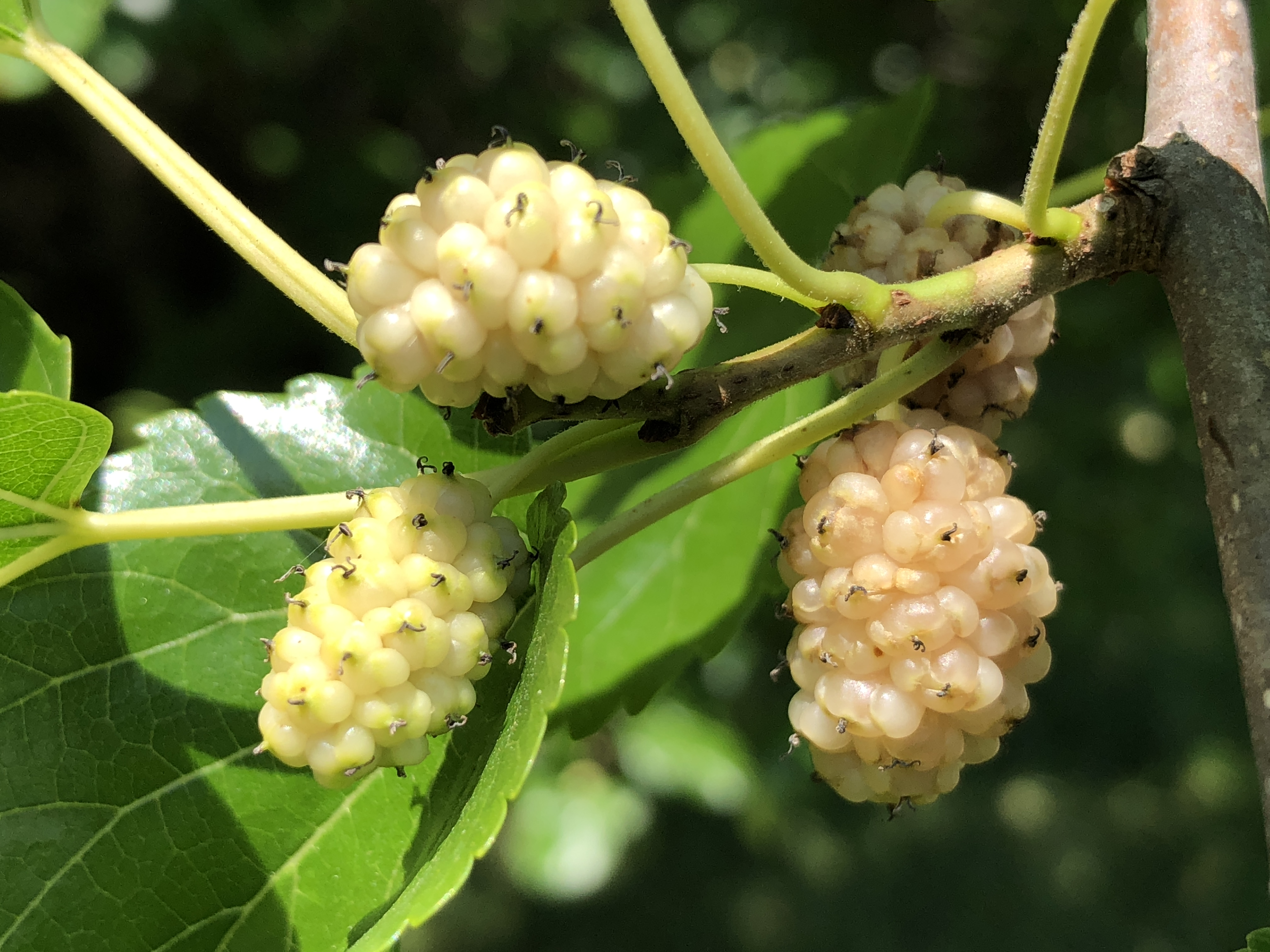
Шовковиця у Вірджінії, США
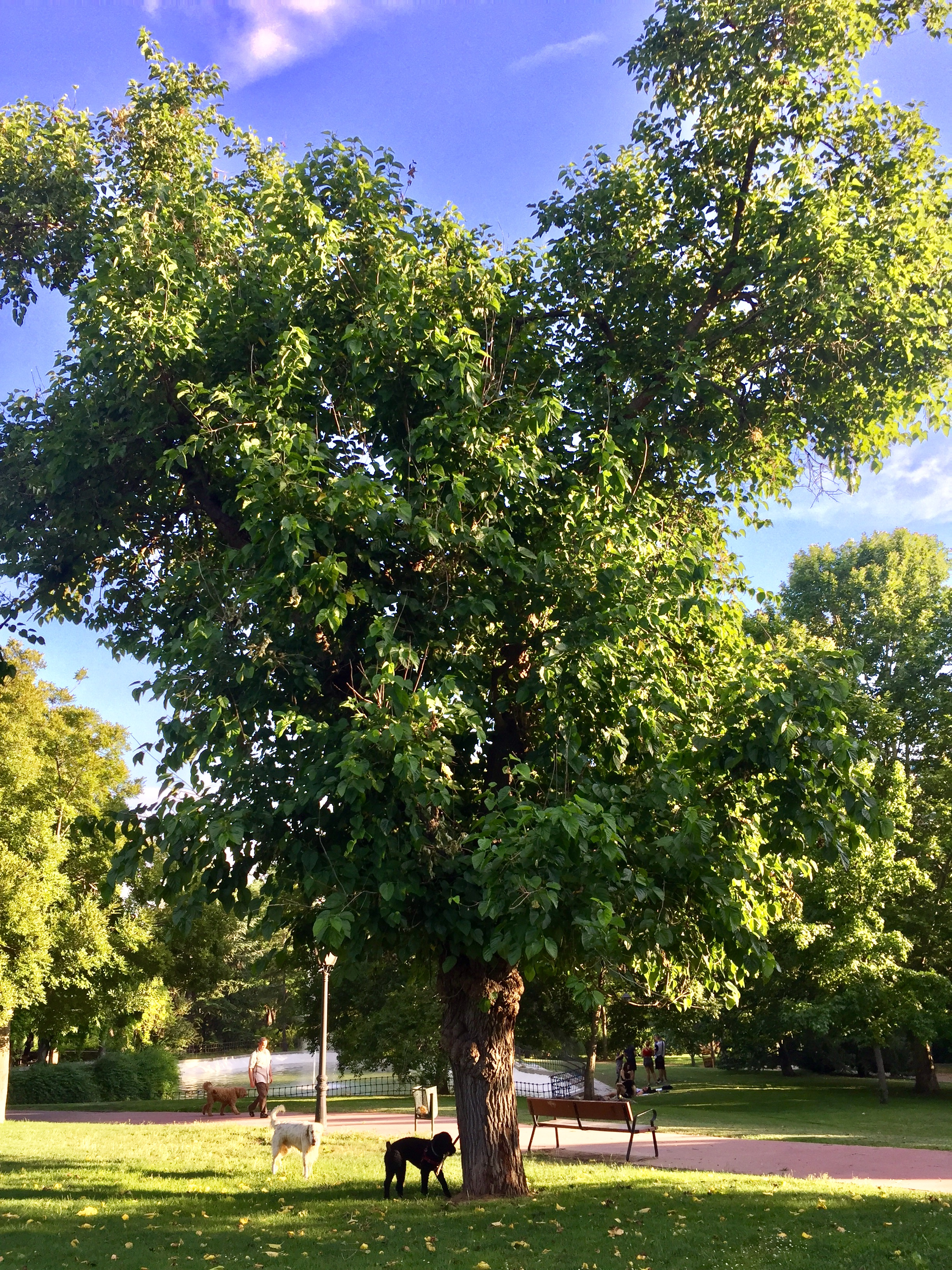
Дерево у Мадриді
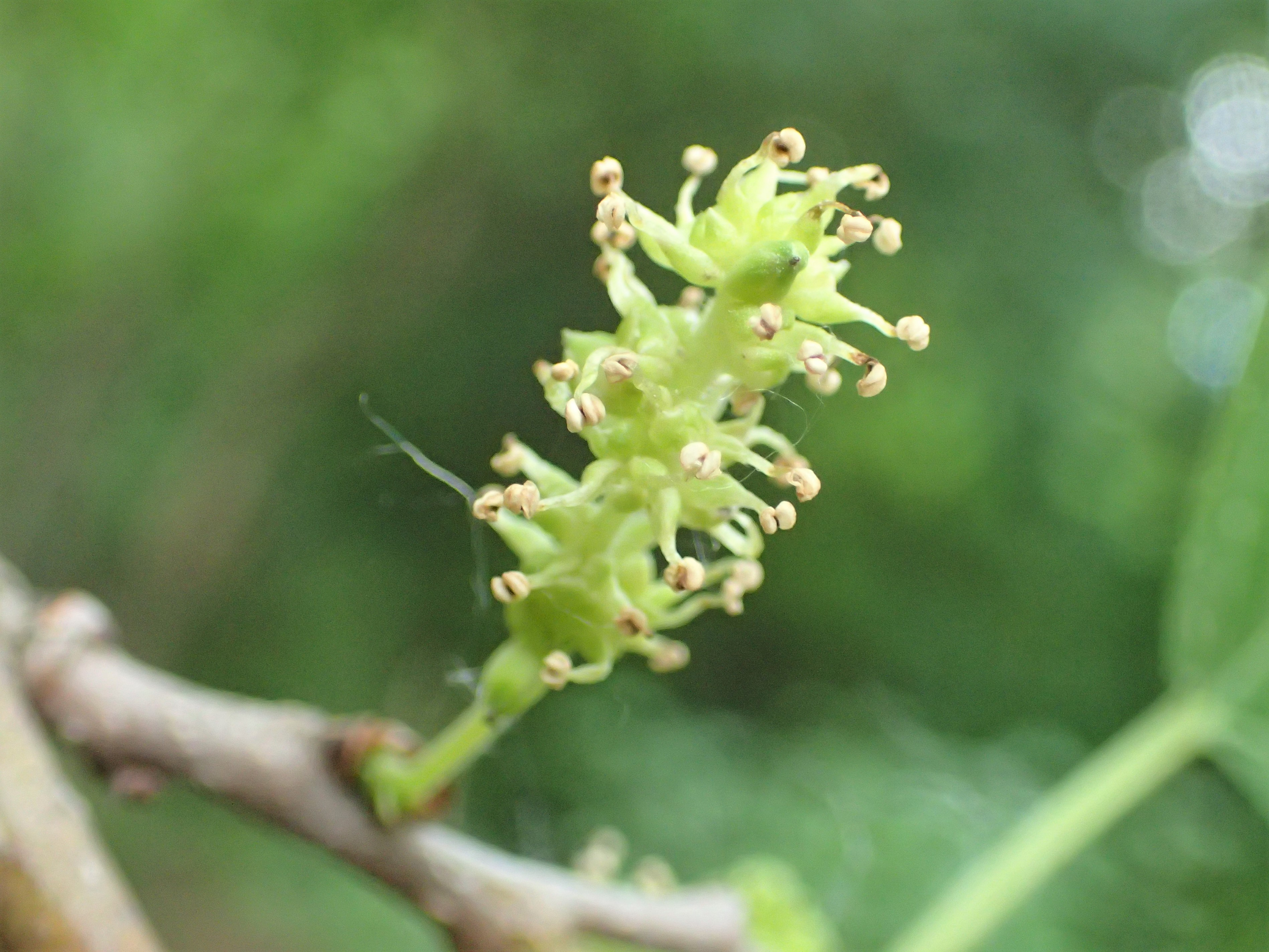
Квітка шовковиці у Румунії
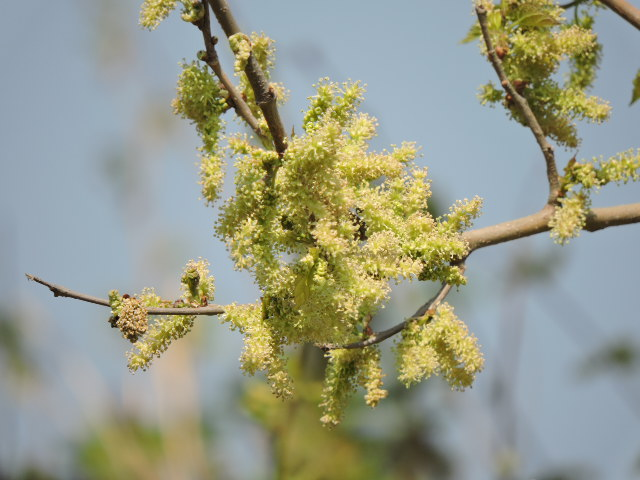
Цвітіння білої шовковиці в Індії